# Songjeong-dong, Gangneung
Songjeong-dong (koreanska: 송정동) är en stadsdel i staden Gangneung i provinsen Gangwon i den nordöstra delen av Sydkorea, 170 km öster om huvudstaden Seoul.